# غاري ألان فاين
غاري ألان فاين (بالإنجليزية: Gary Alan Fine) هو كاتب وصحفي أمريكي، ولد في 11 مايو 1950.